# I pigri della valle fertile
I pigri della valle fertile (Oi tembelides tis eforis koiladas) è un film del 1978 diretto da Nikos Panayotopoulos ispirato al romanzo Les Fénéants dans la vallée fertile di Albert Cossery, pubblicato nel 1948.

## Riconoscimenti
- 1978 - Locarno Festival
  - Pardo d'Oro